# Nueva Italia (Messico)
Nueva Italia è una località del Messico, capoluogo del comune di Múgica, situato nello stato di Michoacán.